# Benedikt Kaiser
Benedikt Kaiser (* 1987) ist ein deutscher Autor und Publizist der Neuen Rechten. Er vertritt einen Antikapitalismus von rechts als Teil einer Querfront-Strategie. Seine Bücher erschienen unter anderem im rechtsextremen Regin-Verlag oder bei den neurechten Verlagen Antaios und Jungeuropa. Kaiser gilt als ehemaliger Neonazi  und als „völkisch-nationalistischer Nachwuchsideologe“. Seit Frühjahr 2025 ist er Mitarbeiter im Büro des AfD-Bundestagsabgeordneten Robert Teske.

## Leben
Kaiser wuchs in einer katholischen Familie auf, die nach der Übersiedlung aus der DDR in einer nordbayerischen Kleinstadt lebte. Ein Großvater war schlesischer Bergarbeiter, beide Eltern Akademiker. Als Jugendlicher war Kaiser bei den Autonomen Nationalisten.
Kaiser studierte Politikwissenschaft mit europaspezifischer Ausrichtung in Chemnitz. Zwischen 2006 und 2011 bewegte sich Kaiser im Umfeld der später verbotenen „Nationalen Sozialisten Chemnitz“ sowie der Hooligangruppe „New Society 2004“ und nahm an Demonstrationen der NPD teil. Spätestens 2009 wandte sich Kaiser mehr und mehr der Neuen Rechten zu und ist seit 2009 Stammautor des neurechten Theorieorgans Sezession des Instituts für Staatspolitik (IfS) um den Verleger Götz Kubitschek und in diesem Umfeld ein wichtiger Akteur. Beim Eckart schreibt er außerdem seit 2022 eine eigene Kolumne namens „Kaisers Zone“.
Von 2013 bis 2021 arbeitete Kaiser als Lektor beim Verlag Antaios von Götz Kubitschek. Kaiser ist zudem Deutschlandkorrespondent der von Alain de Benoist redigierten Zeitschriften Éléments und steht für eine Weiterentwicklung einer modernen Kapitalismuskritik von rechts.  Er veröffentlicht zu Paneuropa-Ideen, europäischen Faschismen sowie Intellektuellen im Umfeld autoritärer Bewegungen und Parteien.
Von 2023 bis 2025 war er als wissenschaftlicher Mitarbeiter beim AfD-Bundestagsabgeordneten Jürgen Pohl angestellt. Im April 2025 wechselte er zum Bundestagsabgeordneten und Höcke-Vertrauten Robert Teske. Er verfügt demnach über ein eigenes Büro in einem Gebäude des Deutschen Bundestages.

## Positionen
Kaiser gilt als deutscher Apologet von Alain de Benoist, mit dem er auch bereits zusammen auftrat. Wie dieser arbeitet er an der Erweiterung der neurechten Perspektive auf wirtschafts- und sozialpolitische Themen, unter anderem in der rechtsintellektuellen Zeitschrift Sezession. Innerhalb der Sezession ist er insbesondere für kapitalismuskritische Fragen zuständig. Der Soziologe Thomas Wagner weist darauf hin, dass sich Kaisers Texte vom Tonfall des völkischen Antikapitalismus der NPD unterscheiden würden. Kaiser vertritt eine scharfe Gegnerschaft zum Neoliberalismus und kritisiert die Macht multinationaler Konzerne. Insbesondere in seinem Buch „Querfront“ spricht er sich gegen eine Neoliberalisierung der Politischen Rechten aus und fordert sie auf, sich der sozialen Frage anzunehmen.
Dabei lässt er sich auch von linken Debatten inspirieren. In Anlehnung an den vom Gewerkschaftslinken Hans-Jürgen Urban geprägten Begriff der „Mosaik-Linken“ hat er den Begriff „Mosaik-Rechte“ geprägt. Innerhalb dieser „Mosaik-Rechten“ hat er einen strategischen Blick auf die AfD, die die Aufgabe habe, verschiedene Lager zu vereinen, „deren weltanschauliche Positionierungen mitunter stark voneinander abweichen können“. Dies brachte ihm den Vorwurf der „Diskurspiraterie“ ein. Er hält eine „revolutionäre Realpolitik“ für das Gebot der Stunde. „Meta- und Parteipolitik, Publizistik und Parlamentarismus, Demonstrationen und Parteiversammlungen“ dürften, so Kaiser, keine Gegensätze sein. Die Gräben zwischen Realpolitikern und Fundamentaloppositionellen müssten zugeschüttet werden, um „als Fernziel ‚ein anderes Deutschland‘ zu bauen“. In einer „Aktualisierung“ seiner Position nannte er 2019 als Gemeinsamkeiten der am Mosaik beteiligten Akteure „das Bekenntnis zum Eigenen, die Akzeptanz des Vorrangs eines ‚Wir‘ und die Gegnerschaft zu individualistischen Ideologien samt ihrer Praxisresultate“. Auch in seinem Buch Die Partei und ihr Vorfeld plädiert Kaiser dafür, die AfD solle „eine loyale und damit tragfähige Verzahnung mit den Vorfeldstrukturen“ eingehen, und hebt die Wichtigkeit eines „arbeitsteiligen, handlungsfähigen und solidarischen patriotischen ‚Mosaiks‘“ hervor.
Trotz der Vorwürfe der „Diskurspiraterie“ bezeichnen ihn auch Kritiker wie Tilman Krause als „intellektuell durchaus satisfaktionsfähig“. Kaiser selbst entgegnete entsprechenden Vorwürfen im Gespräch mit Thomas Wagner: „[…] es geht nicht um geistigen Diebstahl. Stattdessen wird geschaut, wo etwas von linken Theoretikern, meinethalben auch mal von einem liberalen Denker, tatsächlich besser analysiert und formuliert wird. Das kann im Sinne einer kritischen Übernahme aufgegriffen und in die eigene Position integriert werden. Es wäre borniert zu sagen, ich tue das nicht, weil es sich um einen linken Denker handelt.“
Auf einer Akademie des Instituts für Staatspolitik erklärte Kaiser, dass Europa nur eine eigenständige politische Kraft werden könne, wenn es seine Nationalismen und Chauvinismen zugunsten einer grenzüberschreitenden Solidarität überwinde. 2024 warnte er vor einer „Melonisierung“ der AfD und warb für eine deutlichere Aussprache und Umsetzung radikalerer Parteipositionen sowie deren Entliberalisierung.

## Schriften
- Eurofaschismus und bürgerliche Dekadenz. Europakonzeption und Gesellschaftskritik bei Pierre Drieu la Rochelle (= Kieler ideengeschichtliche Studien. Band 5). Regin-Verlag, Kiel 2011, ISBN 978-3-941247-26-0.
- mit Eric Fröhlich: Phänomen Inselfaschismus. Blackshirts, Blueshirts und weitere autoritäre Bewegungen in Großbritannien und Irland 1918–1945. Regin-Verlag, Kiel 2013, ISBN 978-3-941247-24-6.
- Querfront (= Kaplaken. Band 49). Verlag Antaios, Schnellroda 2017, ISBN 978-3-944422-49-7.
- mit Alain de Benoist und Diego Fusaro: Marx von rechts (= Theorie. Band 2). Jungeuropa Verlag, Dresden 2018, ISBN 978-3-9817828-6-8.
- Blick nach links oder: Die konformistische Rebellion (= Kaplaken. Band 61). Verlag Antaios, Schnellroda 2019, ISBN 978-3-944422-61-9.
- Solidarischer Patriotismus. Die soziale Frage von rechts. Verlag Antaios, Steigra 2020, ISBN 978-3-944422-73-2.
- Corona und Profit. Gewinner und Verlierer der Krise. Institut für Staatspolitik, Steigra 2021, ISBN 978-3-939869-41-2.
- Die Partei und ihr Vorfeld (= Kaplaken. Band 81). Verlag Antaios, Steigra 2022, ISBN 978-3-949041-81-5.
- Die Konvergenz der Krisen. Jungeuropa Verlag, Dresden 2023, ISBN 978-3-948145-24-8.